# Јорманешти (Горж)
Јорманешти (рум. Iormănești) насеље је у Румунији у округу Горж у општини Глогова. Oпштина се налази на надморској висини од 236 m.

## Становништво
Према подацима из 2002. године у насељу је живело 466 становника, од којих су сви румунске националности.